# Mănăstioara (Udești), Suceava
Mănăstioara este un sat în comuna Udești din județul Suceava, Bucovina, România.

## Obiective turistice
- Biserica de lemn din Mănăstioara - monument istoric datând din secolul al XVIII-lea; se află în cimitirul satului.

 Acest articol despre o localitate din județul Suceava este deocamdată un ciot. Puteți ajuta Wikipedia prin completarea lui.